# Бензоат ртути(II)
Бензоат ртути(II) — химическое соединение,
соль ртути и бензойной кислоты
с формулой Hg(C6H5COO)2,
белые кристаллы,
растворяется в воде.

## Физические свойства
Бензоат ртути(II) образует белые кристаллы.
Растворяется в воде и этаноле.
Образует кристаллогидрат состава Hg(C6H5COO)2•H2O.

## Применение
- Используется при лечении сифилиса и гонореи[1].